# Control Myself
Control Myself (Kontrola sebe) je píseň amerického rappera LL Cool J a zpěvačky Jennifer López. Píseň produkoval Jermaine Dupri, který do písně použil pár samplů známých písní.
Píseň debutovala v Americe na čísle 84, postupně se, ale propracovala až do Top 5.

## Umístění ve světě
| Hitparáda (2006) | Umístění |
| ---------------- | -------- |
| USA              | 4        |
| Austrálie        | 17       |
| Rakousko         | 70       |
| Belgie           | 14       |
| Brazílie         | 41       |
| Kanada           | 4        |
| Nizozemsko       | 13       |
| Evropa           | 17       |
| Finsko           | 11       |
| Německo          | 25       |
| Irsko            | 5        |
| Japonsko         | 75       |
| Mexiko           | 5        |
| Nový Zéland      | 7        |
| Velká Británie   | 2        |
| Svět             | 17       |

## Úryvek textu
It's hard to control myself (Aww!)
It's hard to control myself
You got, you got, you got
What it takes to make this boy be bad (Be bad)